# Збігнєв Дрегєр
Збігнєв Дрегєр (пол. Zbigniew Dregier; нар. 17 липня 1935, Цумань, Польща) — польський баскетболіст, дворазовий учасник Олімпійських ігор (1960, 1964), віце-чемпіон Європи (1963), дворазовий бронзовий призер (1965 та 1967), призер чемпіонату Польщі.

## Клубна кар'єра
Вихованець клубу АЗС (Гданськ), у складі якого 1954 року взяв участь у Центральній Спартакіаді. Того ж року дебютував у першій лізі польського чемпіонату у складі «Спойнії» (Гданськ). У 1956—1958 роках проходив військову службу в армійському клубі СВКС («Завіша») Бидгощ. У сезоні 1958/59 років знову виступав у «Спойнії», де за набраними очками у чемпіонаті його команда посіла 9-е місце. З 1959 по 1970 рік (11 сезонів) був гравцем «Вибжезе» (Гданськ), з яким вигравав чемпіонат Польщі (1970) та двічі ставав бронзовим призером першості (1964, 1968). У 1970 році виїхав до Франції, де працював граючим тренером у нижчолігових клубах «Ля-Портьє», «Марлє» та «Орну».
12 травня 1964 року взяв участь у товариському матчі «Вибжезе» (Гданськ) (71:117) Усі зірки США. У складі збірної зірок виступали наступні гравці НБА: Боб Петтіт («Гокс»), Том Гейнсон («Селтікс»), Білл Расселл («Селтікс»), Оскар Робертсон («Роялс»), Джеррі Лукас («Роялс»), Том Гола («Нікс»), Боб Коузі, Кей Сі Джонс («Селтікс»). У тому матчі набрав 14 очок.

## Кар'єра в збірній
Був одним з провідних баскетболістів збірної Польщі у 60-х роках XX століття. Дебютував у збірній 1956 року, був кандидатом на потрапляння до списку гравців, які повинні були їхати на чемпіонат Європи 1957 року (в останній момент його замінив Здислав Скжечковський), хоча на той час Збігнєв виступав у другій лізі. Загалом виступав на 4-х розіграшах чемпіонату Європи, у 1959 році поляки посіли 6-е місце, у 1963 році стали віце-чемпіонами Європи, а в 1965 та 1967 роках — бронзовими призерами європейської першості. Двічі брав участь в Олімпійських іграх (1960 рік — 7-е місце, 1964 — 6-е місце), а також одного разу на чемпіонаті світу (1967 рік — 5-е місце). У збірній виступав до 1968 року, загалом провів 198 матчів, в яких набрав 815 очок.

## Досягнення

### Клубні
- Чемпіонат Польщі
  -  Срібний призер (1): 1970
  -  Бронзовий призер (2): 1964, 1968

- Кубок Польщі
  -  Фіналіст (1): 1969

- Центральна Спартакіада
  -  Чемпіон (1): 1954

### У збірній
- Чемпіонат Європи
  -  Срібний призер (1): 1963
  -  Бронзовий призер (2): 1965, 1967

- Учасник
  - Чемпіонатів
    - світу (1967 — 5-е місце)
    - Європи (1959 – 6-е місце, 1963, 1965, 1967)

  - Олімпійських ігор (1960 – 7-е місце, 1964 – 6-е місце)

### Індивідуальні
- Найкращий спортсмен Гданьської воєводства за підсумки опитування «Балтійського журналу» (1963)
- Срібна медаль «За видатні спортивні досягнення»
- Бронзова медаль «За видатні спортивні досягнення» (3 рази)
- Входить до «Золотої Поморської 20-и усіх часів імені Єжи Геберта» (2010)
- Увійшов до трійки найкращих баскетболістів в опитуванні, присвяченому 60-річчю Пмомрського баскетболу (2006)

### Відзнаки
Бронзова медаль «За видатні спортивні досягнення» (1967)